# Supply-Chain-Finance

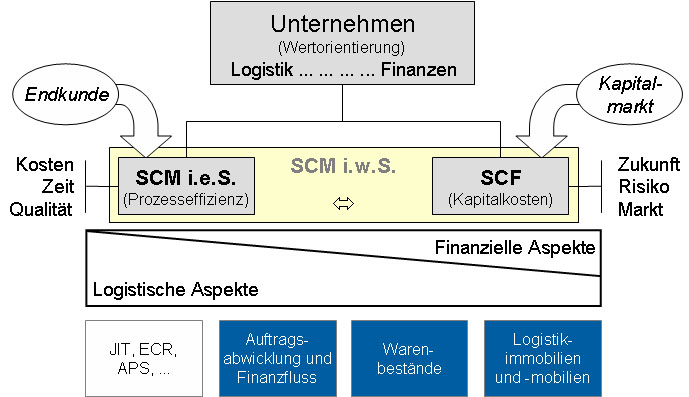
Einordnung des Supply-Chain-Finance in das SCM

Der Begriff Supply-Chain-Finance (auch als Supply-Chain-Finanzierung bezeichnet) wird als Teil oder Ergänzung des Supply-Chain-Managements (SCM) diskutiert. Supply-Chain-Finance ist die unternehmensübergreifende Optimierung von Finanzstrukturen und Finanzflüssen zur Maximierung der Rentabilität einzelner oder mehrerer Unternehmen einer Lieferkette (englisch supply chain). Während das Supply-Chain-Management im eigentlichen Sinn und damit insbesondere das Logistikmanagement vor allem für die logistischen Prozesse und deren Optimierung hinsichtlich Zeit, Kosten und (Service-)Qualität verantwortlich ist, geht es bei Supply-Chain-Finance um die finanziellen Aspekte in der Lieferkette und deren Optimierung hinsichtlich der Kapitalkosten. Dabei steht die Frage im Mittelpunkt, welcher Akteur (z. B. Lieferant, Logistikdienstleister) in der Lieferkette was (z. B. Logistikimmobilien, Warenbestände) und wie (z. B. Leasing, Bestandsübernahme) finanziert. Es handelt sich bei der Supply-Chain-Finance also um eine Schnittstellenaufgabe zwischen Supply-Chain-Management und -Finanzierung. Die einseitig am Endkunden ausgerichtete Optimierung von Güter- und Informationsflüssen des Supply-Chain-Managements wird so explizit um eine Finanzflussbetrachtung erweitert, die die Interessen der Eigenkapitalgeber berücksichtigt.

## Objekte des Supply-Chain-Finance
Zu den Objekten innerhalb der Lieferkette gehören Immobilien wie z. B. Lagerhallen und Umschlaglager und Bestände. Dazu zählen Vor- und Fertigprodukte sowie offene Forderungen. Zudem werden Mobilien wie Maschinen, Anlagen und Transportmitteln in die Objektkette der Supply-Chain-Finance hinzugezählt.

## Elemente des Supply-Chain-Finance
Die Elemente des Supply-Chain-Finance umfassen unter anderem die abgestimmte und standardisierte, elektronische Rechnungsstellung und Rechnungsbegleichung zwischen den jeweiligen Lieferanten und Empfängern der Lieferkette. Zudem gehört die automatische Abstimmung der Zahlungsflüsse sowie das Skonto- und Rabattmanagementsystem zu den Elementen. Ergänzt werden die Elemente der Pay-on-Production (PoP) sowie das Leasing durch Lieferanten oder Abnehmer.

## Wissenschaftliche Erklärungsansätze
Die Wirkmechanismen der Supply-Chain-Finanzierung werden unter anderem mit der Neuen Institutionenökonomie erklärt. Gemäß der Finanzierungstheorie haben Kapitalnehmer und Kapitalgeber asymmetrische Informationen in Bezug auf Rendite und Risiko einer Investition. Dabei beeinflusst der Grad der Informationsasymmetrie die erwartete Risikoprämie des Kapitalgebers. In einer Lieferkette besteht jedoch zwischen zwei Unternehmen häufig eine geringere Informationsasymmetrie über Investitionsprojekte in der Lieferkette als zwischen dem investierenden Unternehmen und externen Kapitalgebern (z. B. Banken). Gemäß der Prinzipal-Agent-Theorie können diese Informationen nicht oder nur unter hohen Kosten an Externe übertragen werden. Die Grundidee der Supply-Chain-Finanzierung ist, diese „Supply-Chain-Informationen“ zur Reduktion des Finanzierungsrisikos und damit für eine günstigere Finanzierung, das heißt geringere Kapitalkosten, zu nutzen.